# François de Bricqueville
François de Bricqueville Conte de la Luzerne (circa 1665 – Parigi, 29 settembre 1746) è stato un ammiraglio francese, particolarmente distintosi come ufficiale della Marine royale sia nel corso della guerra della Grande Alleanza che in quella di successione polacca. Dal 1741 al 1746 fu viceammiraglio comandante della Flotta di Ponente.

## Biografia
Nacque attorno al 1665 all'interno di una famiglia nobile originaria della Normandia, quinto di dieci figli di Gabriel François de Bricqueville (8 dicembre 1630-1684) e di Marguerite de Bonvoust (v. 1636-1721 o 1724). Suo fratello, Henri de Briqueville de La Luzerne, sarebbe divenuto vescovo di Cahors.
Si arruolò nella Marine royale l'8 gennaio 1680, assegnato alla compagnia dei guardiamarina, divenendo enseigne de vaisseau (alfiere di vascello) l'anno successivo e tenente di vascello nel 1682. Sotto gli ordini di Abraham Duquesne si distinse nel bombardamento di Algeri nel 1683 e in quello di Genova nel 1684.
Promosso capitano di vascello nel 1689, l'11 maggio dell'anno seguente prese parte alla battaglia della baia di Bantry in forza alla squadra di François Louis Rousselet de Châteaurenault, combattendo contro le unità navali inglesi al comando di Arthur Herbert, I conte di Torrington durante la guerra della Grande Alleanza.
Il 10 luglio 1690, sotto il comando di Anne Hilarion de Costentin de Tourville, partecipò alla battaglia di Capo Béveziers, e il 5 luglio successivo all'incursione contro Teignmouth. Comandò brillantemente il Le Courageux nella Battaglia di Barfleur-La Hogue (29 maggio 1692), contro una flotta anglo-olandese al comando di Edward Russell e affondò diversi brulotti con il tiro d'artiglieria della sua nave. Al termine della battaglia, vittoriosa per la flotta anglo-olandese, riuscì a raggiungere Saint-Malo e sfuggire così al disastro di La Hougue (2-3 giugno 1692).  Comandante del vascello Le Furieux, arrivò a Port-Louis il 16 novembre 1699 insieme a una nave amburghese che aveva catturato.
Al comando del vascello L'Amphitrite navigava nelle acque scozzesi del Mare del Nord quando, in compagnia del Cavaliere di Saint-Pol, all'inizio di agosto del 1703, disperse una flotta di pescherecci olandesi dediti alla pesca delle aringhe e il 9 agosto abbordò e catturò due navi olandesi che li scortavano. Comandante del vascello da 58 cannoni Le Fendant, partecipò alla battaglia di Malaga il 24 agosto 1704, in forza alla squadrone bianco comandato dal conte di Tolosa. Al comando del Maure partecipò quindi all'assedio di Gibilterra, combattendo contro le navi inglesi di George Rooke prima di tornare a Tolone il 31 luglio 1705. Il 1º novembre 1705 gli fu assegnata una pensione di 1.000 lire dal bilancio della Marina, al posto del capitano Perrinet appena morto. Nel 1708 fu nominato comandante della marina a Dunkerque e poi a Brest. Il 6 ottobre 1712 la sua pensione fu aumentata di 1.500 lire dal bilancio della Marina, al posto del marchese di Sainte-Maure, appena promosso capo squadriglia, che la lasciò vacante.
Ricevette il brevetto di contrammiraglio (chef d'escadre) della provincia del Roussillon il 5 agosto 1715, nell'ultima promozione autorizzata da re Luigi XIV prima di morire. Egli rimpiazzò Claude de Forbin che lasciava il servizio. Il 1 marzo 1727 fu promosso tenente generale delle armate navali, entrando in servizio il 9 maggio a Brest. Fu nominato Commendatore dell'Ordine di San Luigi il 13 marzo 1728.
Il 31 agosto 1733 lasciò Brest e con la squadra navale al suo comando, composta da nove vascelli di linea e cinque fregate, gettando l'ancora il 15 settembre al largo della costa di Elsinore in Danimarca. Suo compito era di sostenere la candidatura di Stanislao Leszczyński a divenire Re di Polonia.
Fu nominato Cavaliere dell'Ordine dello Spirito Santo il 2 febbraio 1739. Il 6 maggio 1741 fu nominato viceammiraglio comandante della flotta di Ponente, con sede a Brest, in sostituzione del marchese d'Antin. Si spense a Parigi il 29 settembre 1746.
Dal suo matrimonio con Marguerite Poyer de Drumare nel 1701, nacque il figlio François Pierre de Briqueville, tenente generale dell'Armées du Roi. Fu inoltre imparentato con il contrammiraglio (chef d'escadre) Bon Chrétien de Briqueville, che si diplomò all'Accademia navale (Académie de Marine) nel 1743.

### Annotazioni
1. ↑  Secondo marchese de la Luzerne, signore di Osmanville e di Amanville, signore di Monfréville luogotenente del re nella Bassa Normandia, e precettore di monsignore di Vermandois, futuro Ammiraglio di Francia.

### Fonti
1. 1 2 3 4 5 6 7 8 9 10 11 12  Ecole Naval.
2. ↑  Threedecks.
3. ↑  Vergé-Franceschi 1990, p. 1006.
4. 1 2 3 4 5 6 7 8 9 10 11  Renaudot 1766, p. 258.
5. 1 2  d'Aspect 1780, p. 253.
6. 1 2  Vergé-Franceschi 1990, p. 1017.
7. 1 2 3  Vergé-Franceschi 1990, p. 1014.